# Robert Kottwitz
Robert Edward Kottwitz (* 1950 in Lynn (Massachusetts)) ist ein US-amerikanischer Mathematiker.
Kottwitz studierte an der University of Washington (Bachelor-Abschluss) und an der  Harvard University bei Phillip Griffiths und John T. Tate, bei dem er 1977 promoviert wurde (Orbital Integrals on {\displaystyle GL_{4}}).  1976 wurde er Assistant Professor und später Professor an der University of Washington und ging 1989 als Professor an die University of Chicago.
Er war mehrfach am Institute for Advanced Study (zum Beispiel 1976/77).
Kottwitz befasst sich mit dem Langlands-Programm, darunter harmonischer Analysis auf p-adischen und Liegruppen und automorphen Formen zur allgemeinen linearen Gruppe und Shimura-Varietäten.
Er ist Fellow der American Academy of Arts and Sciences (2010) und der American Mathematical Society (AMS). Er war Invited Speaker auf dem Internationalen Mathematikerkongress in Berlin 1998 (Harmonic analysis on semisimple p-adic Lie Algebras).

## Schriften
- mit James Arthur, David Ellwood (Herausgeber): Harmonic analysis, the trace formula and Shimura varieties, Proc. Clay Mathematics Institute, 2003 Summer School, The Fields Institute, Toronto, Juni 2003, AMS 2005
- mit Diana Shelstad Foundations of Twisted Endoscopy, Astérisque, 255, 1999